# Hangzhou
Hangzhou (fil), även romaniserat Hangchow, är en subprovinsiell stad och huvudstad  för provinsen Zhejiang i östra Kina.

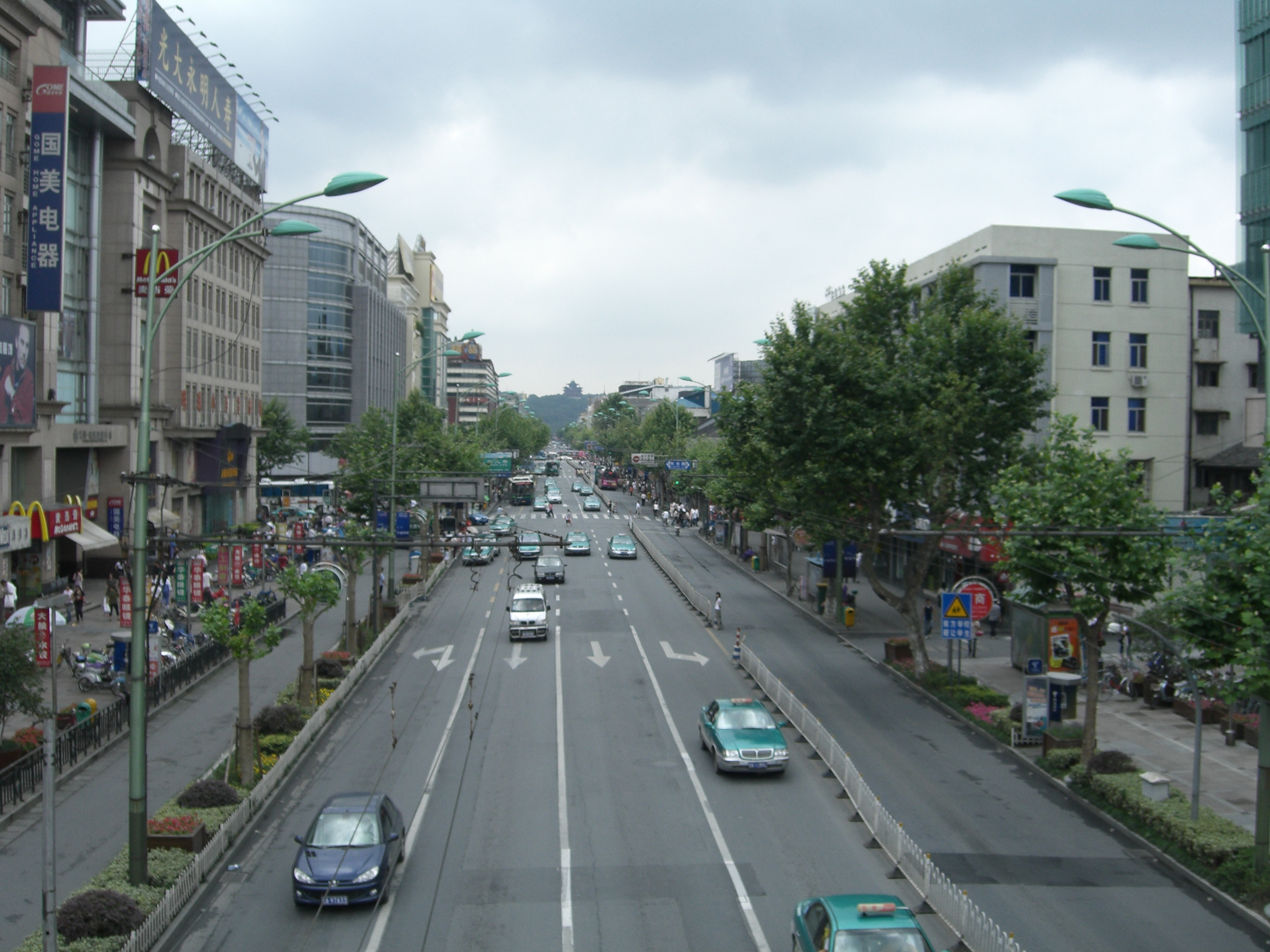
Yan'anvägen (延安路) i Hangzhou.

Staden ligger omkring 180 kilometer sydväst om Shanghai och är känd för sitt vackra läge vid sjön Xihu (Västra sjön, även på svenska ofta benämnd med sin engelska beteckning West Lake). Centrala Hangzhou hade 1,4 miljoner invånare år 2000, med 6,9 miljoner invånare i hela den subprovinsiella staden.

## Historia

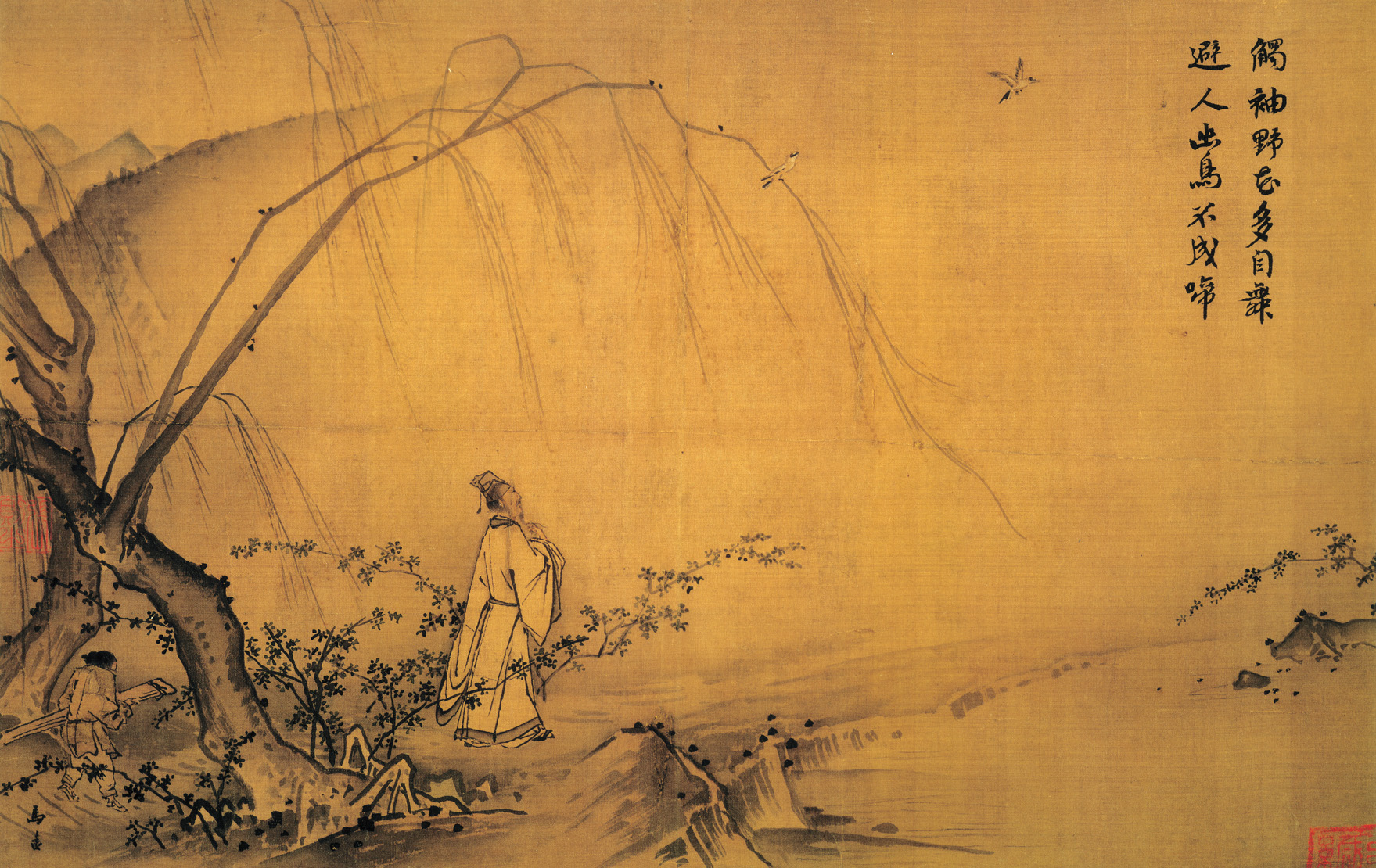
Den mycket kända tavlan av Ma Yuan där en man ser ut över den dimmiga Västra sjön (som representerar det förlorade norra Kina)

Efter att norra Kina i slutet av Norra Songdynastin blivit invaderat av jurchen-folket som etablerade Jindynastin i Peking blev Hangzhou huvudstad i den Södra Songdynastin (1127 till 1279). Den hette då Lin'an (临安), ett namn som går tillbaka till 200-talet och betyder "nära friden". Den kom upp i en befolkning på över 450 000 och staden växte fram som den kinesiska civilisationens centrum. Hovet etablerade sig i vackra palats runt sjön Xihu. Det kulturella livet var helt dominerat av nordkineserna som målade tavlor och skrev dikter och musik som allegoriserade över förlusten av den norra landsändan och längtan hem igen till Kaifeng. Marco Polo besökte Hangzhou sent på 1200-talet. Även Odoricus av Pordenone och Ibn Battutah besökte staden under 1300-talet. 

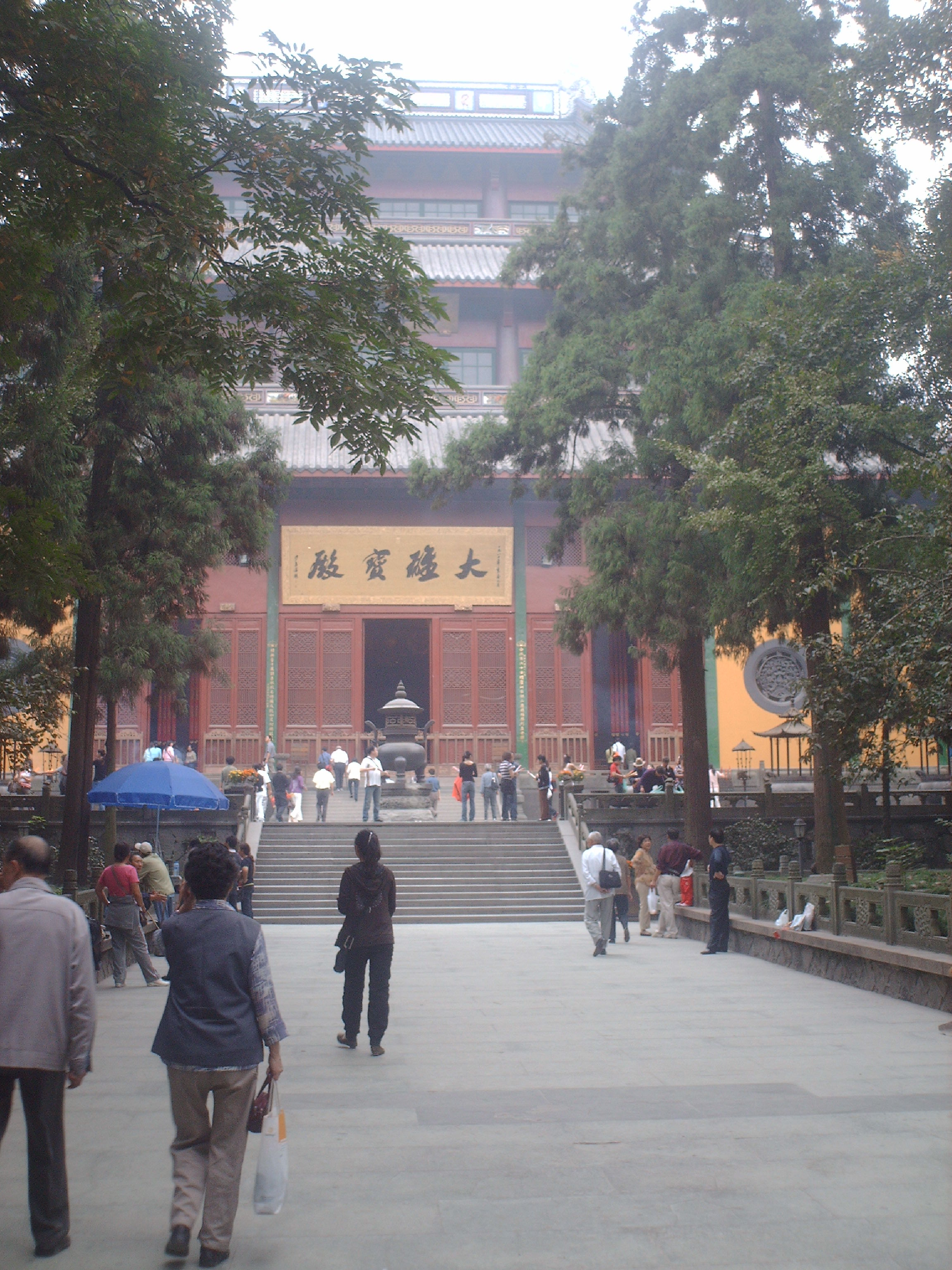
Buddhistiskt tempel nära Xihu-sjön

Även efter att mongolerna erövrat Kina och gjort Peking (då Khanbalik) till huvudstad i Yuandynastin fortsatte Hangzhou att vara ett viktigt handels- och kulturcentrum och förblev så till 1861-1863, då den härjades och ödelades under det blodiga Taipingupproret. Orten öppnades som fördragshamn 1895 enligt Shimonosekifördraget med Japanska imperiet. Under andra världskriget var den ockuperad av japanerna. Den blev inte särskilt drabbad av det kinesiska inbördeskriget 1946-1949. Kommunisterna erövrade staden den 3 maj 1949.
Idag finns inte mycket kvar av den gamla staden på den moderna sidan, men runt Westlake och upp i teodlingarna (Dragon well tea) och byarna med tehusen kan man fortfarande uppleva Hangzhous charm. Turistattraktioner är de röda färjorna till templet på "en ö i en sjö på en ö i en sjö", den stora pagoden, templet med den skrattande Buddha, silkesmuseet, den tusen år gamla stenbron eller Shangri-la hotel där Mao Zedong har bott. Det finns också en botanisk trädgård.

## Klimat
Uppmätta normala temperaturer och -nederbörd i Hangzhou:
|                                            | Jan | Feb  | Mar  | Apr  | Maj  | Jun  | Jul  | Aug  | Sep  | Okt  | Nov  | Dec  |
| ------------------------------------------ | --- | ---- | ---- | ---- | ---- | ---- | ---- | ---- | ---- | ---- | ---- | ---- |
| Normaldygnets maximitemperaturs medelvärde | 8,3 | 10,3 | 14,8 | 21,1 | 26,3 | 29,1 | 33,6 | 32,8 | 28,2 | 23,2 | 17,3 | 11,3 |
| Normaldygnets minimitemperaturs medelvärde | 1,8 | 3,5  | 7,0  | 12,4 | 17,5 | 21,4 | 25,2 | 24,9 | 20,9 | 15,4 | 9,3  | 3,7  |
|                                            |     |      |      |      |      |      |      |      |      |      |      |      |
| Nederbörd                                  | 81  | 88   | 141  | 123  | 129  | 219  | 173  | 162  | 124  | 79   | 72   | 49   |

| Diagram | temperaturer i °C • månadsnederbörd i mm | temperaturer i °C • månadsnederbörd i mm | temperaturer i °C • månadsnederbörd i mm | temperaturer i °C • månadsnederbörd i mm | temperaturer i °C • månadsnederbörd i mm | temperaturer i °C • månadsnederbörd i mm | temperaturer i °C • månadsnederbörd i mm | temperaturer i °C • månadsnederbörd i mm | temperaturer i °C • månadsnederbörd i mm | temperaturer i °C • månadsnederbörd i mm | temperaturer i °C • månadsnederbörd i mm | temperaturer i °C • månadsnederbörd i mm |
|         | 81 8 2                                   | 88 10 4                                  | 141 15 7                                 | 123 21 12                                | 129 26 18                                | 219 29 21                                | 173 34 25                                | 162 33 25                                | 124 28 21                                | 79 23 15                                 | 72 17 9                                  | 49 11 4                                  |

## Utbildning
Zhejianguniversitetet ligger i Hangzhou. Det har ett gemensamt forskningscentrum med de svenska universiteten Kungliga Tekniska högskolan och Lunds universitet, kallat Joint Research Center of Photonics, JORCEP.

## Ekonomi
Sedan ekonomin öppnades upp 1992 har den utvecklats snabbt. Hangzhou är en industristad med en mångfald av sektorer såsom konsumtionsindustri, jordbruk och textiler bestående av lin och silke. Staden räknas även som en viktig tillverkningsbas och ett nav för logistiken i provinsen Zhejiang. År 2001 uppgick stadens bidrag till bruttonationalprodukten till 156,8 miljarder Yuan, vilket placerar den som den näst rikaste av alla provinsstäderna, efter Guangzhou.

## Administrativ indelning
Det egentliga Hangzhou är indelat i sex innerstadsdistrikt och två förortsdistrikt. Under Hangzhous stad lyder en yta som ungefär motsvarar Västergötlands storlek och omkring 38 procent av Hangzhous yta utgörs av landsbygd, som är indelad i två härader. Dessutom lyder tre satellitstäder på häradsnivå under Hangzhou.
| Karta          |                       | Indelning | Kinesiska     | Pinyin    | Befolkning 2010 | Yta (km2) | Täthet |
| -------------- | --------------------- | --------- | ------------- | --------- | --------------- | --------- | ------ |
| Innerstaden    |                       |           |               |           |                 |           |        |
| 1              | Shangcheng-distriktet | 上城区    | Shàngchéng qū | 344 600   | 18              | 19 1444   |        |
| 2              | Xiacheng-distriktet   | 下城区    | Xiàchéng qū   | 526 100   | 31              | 16 970    |        |
| 3              | Jianggan-distriktet   | 江干区    | Jiānggàn qū   | 998 800   | 210             | 4 756     |        |
| 4              | Gongshu-distriktet    | 拱墅区    | Gǒngshù qū    | 551 900   | 88              | 6 272     |        |
| 5              | Xihu-distriktet       | 西湖区    | Xīhú qū       | 820,000   | 263             | 3 118     |        |
| 6              | Binjiang              | 滨江区    | Bīnjiāng qū   | 319 000   | 73              | 4 370     |        |
| Förorter       |                       |           |               |           |                 |           |        |
| 7              | Xiaoshan-distriktet   | 萧山区    | Xiāoshān qū   | 1 511 300 | 1 163           | 1 299     |        |
| 8              | Yuhang-distriktet     | 余杭区    | Yúháng qū     | 1 170 300 | 1 222           | 958       |        |
| Landsbygd      |                       |           |               |           |                 |           |        |
| 12             | Tonglu härad          | 桐庐县    | Tónglú xiàn   | 406 400   | 1 780           | 228       |        |
| 13             | Chun'an härad         | 淳安县    | Chún'ān xiàn  | 336 800   | 4 452           | 75,6      |        |
| Satellitstäder |                       |           |               |           |                 |           |        |
| 9              | Jiande                | 建德市    | Jiàndé shì    | 430 800   | 2 364           | 182       |        |
| 10             | Fuyang                | 富阳市    | Fùyáng shì    | 717,700   | 1 808           | 397       |        |
| 11             | Lin'an                | 临安市    | Lín'ān shì    | 566 700   | 3 124           | 181,4     |        |